# Podalonia tydei
Espèce
Podalonia tydei est une espèce d'insectes hyménoptères de la famille 
des Sphecidae.

## Répartition
L'espèce Podalonia tydei présente une très large aire de répartition allant des îles Canaries et de l'île de Madère jusqu'à la Chine et les régions orientales en passant par le bassin méditerranéen. Elle est également présente en Australie. Il n'y a pas de représentant du genre sur les îles comprises entre l'Australie et l'Asie continentale.
Cette espèce se rencontre en Europe centrale (Tchéquie, Slovaquie, Autriche, Hongrie) et surtout méridionale comme dans le sud de la France ou en Espagne. Elle est également signalée dans la plupart des grandes îles méditerranéennes (Sardaigne, Sicile, Corfou, Chypre). 
Elle est également présente en Afrique,, notamment en Afrique du Nord et jusqu'en Afrique du sud et à Madagascar. 
Elle est présente en Asie, comme en Turquie et en Iran,.
Podalonia tydei se rencontre également en Australie ainsi qu'en Nouvelle Zélande,.

## Description
Cet insecte mesure de 12 à 21 mm.
Les différences morphologiques et de coloration entre les sexes sont importantes. En particulier, comme chez tous les Ammophilini, les femelles ont des antennes à 12 articles et un abdomen à 6 segments alors que les mâles ont des antennes à 13 articles et un abdomen à 7 segments visibles.
La pilosité de la tête et du thorax est en majeure partie blanche et l'aire dorsale du propodeum est chagrinée chez les deux sexes.

### Le mâle
Le premier tergite abdominal est nettement renflé et forme un angle distinct avec le premier sternite. Les stigmates du premier tergite abdominal sont situés à la moitié ou peu au delà de la moitié de ce tergite. L'aire dorsale du propodéum est granuleuse ou chagrinée avec une pilosité dressée bien visible et souvent forte. Le mésonotum présente une ponctuation profonde et dense. Les intervalles entre les points sont égaux ou inférieurs au diamètre des points. La pruinosité mésonotale est peu serrée ou absente. La partie antérieure du quatrième 
tergite est à minima rouge sur les côtés et le troisième tergite est entièrement rouge.
Le pétiole dépasse la longueur de cet article d'environ le tiers de la longueur du second article. La tête de la valve du pénis est allongée avec une longue pointe dirigée vers la base de l'appendice.

### La femelle
Le premier tergite abdominal est renflé et forme un angle distinct avec le premier sternite (pétiole). Les pleures ne présentent ni taches ni bandes de pubescence argentée. L'aire dorsale du propodéum est pubescente, chagrinée ou granuleuse. Le mésonotum est fortement et densément ponctué. Les espaces entre les points sont très inférieurs aux diamètres de ces points. La pilosité mésonotale est longue, dressée et dense. Les pulvilli sont bien développés. Le thorax est recouvert en majeur partie ou entièrement d'une longue pilosité claire. Les angles apicaux
externes des articles 1 à 4 des tarses antérieurs sont légèrement plus saillant que ceux des angles intérieurs ou bien ils sont prolongés par une courte languette. Le quatrième tergite abdominal est rouge à la base et parfois entièrement rouge.
Le peigne tarsal de la femelle est composé d'épines moins longues que chez Podalonia luffii et les articles 1 à 4 du tarse sont moins asymétriques. Le pétiole de la femelle est un peu moins long que le basitarse 3.

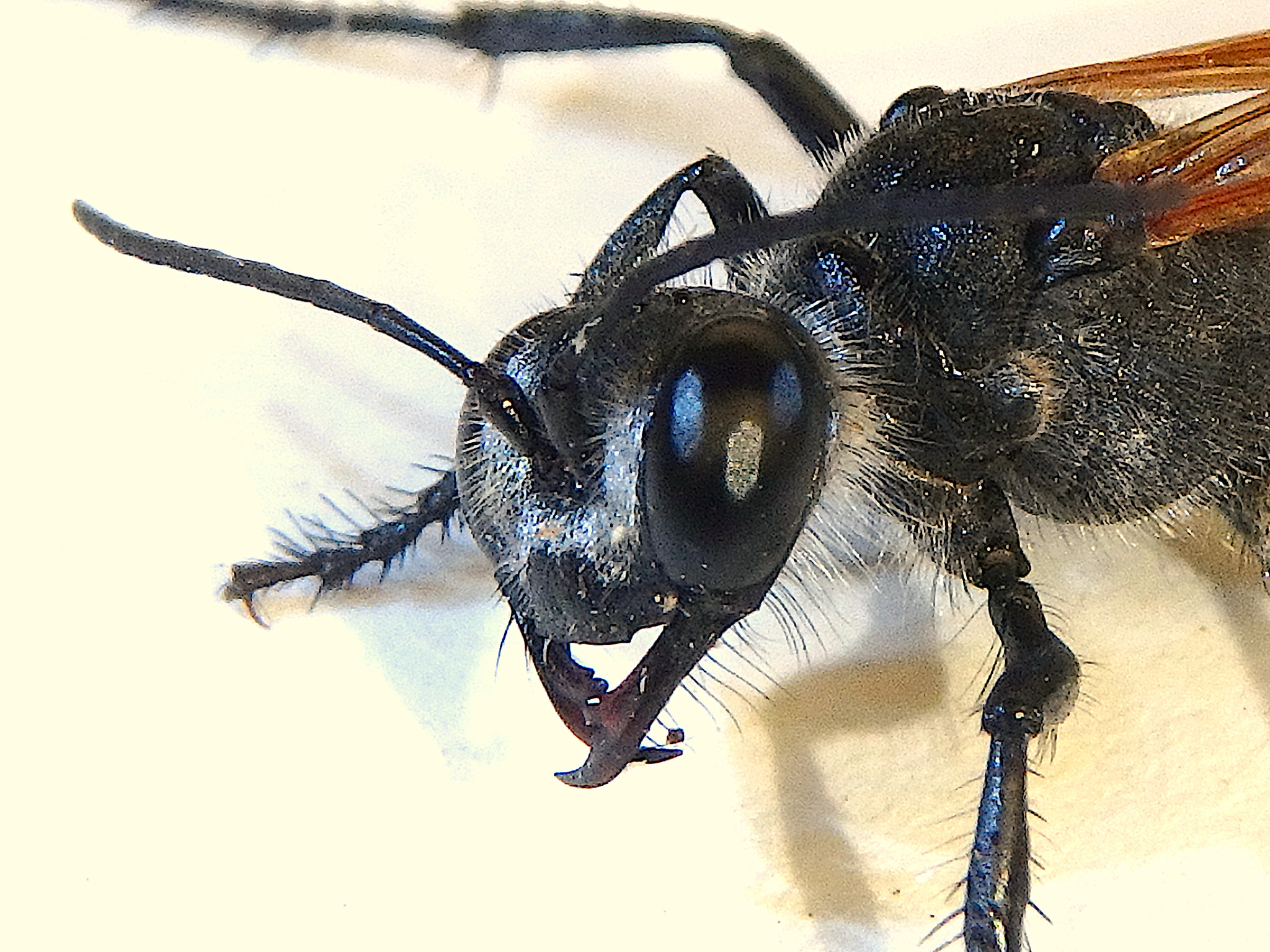
Podalonia tydei suspiciosa

## Ethologie
Les adultes, principalement les mâles, se rencontrent sur des fleurs très variées, en particulier sur des inflorescences d'Apiaceae.
Les adultes prélèvent du nectar sur les fleurs d'hypochaeris radicata, d'alysson maritime 
(Lobularia maritima) et de cinéraire (Pericallis x hybrida).

### Nidification
Les femelles Podalonia tydei creusent des nids unicellulaires, dans du sable sec et meuble, contenant une chenille de Noctuidae paralysée.
Le nid est peu profond (de 4 à 9 cm) avec un diamètre d'environ 1 cm. Il est unicellulaire et est constitué d'un terrier et de la cellule terminale. Des terriers supplémentaires et de faux terriers peuvent être également creusés.
Après avoir creusé le nid, la femelle capture et paralyse une chenille de Noctuidae (comme par exemple Agrotis innominata) au dernier stade de développement. En général, la proie est transportée en décubitus dorsal, tête vers l'avant, maintenue par les mandibules et les pattes prothoraciques. Il arrive que la femelle broie les ganglions pharyngiens de la chenille, probablement pour empêcher celle-ci de dégorger par la bouche un liquide sombre à forte odeur. Elle est ensuite introduite dans le nid et courbée en forme de C dans la cellule, tête et anus orientés vers l'entrée. Les œufs sont pondus sur les cotés entre les seconds et quatrièmes segments abdominaux de la chenille. Le terrier est scellé avec du sable mais également avec de la matière organique.

### Compétition
En Nouvelle-Zélande, des femelles Tachysphex nigerrimus ont été observées expulsant des femelles Podalonia tydei de leur nid.

## Taxonomie
Cette espèce a été initialement décrite par Élie Jean François Le Guillou en 1841 sous le protonyme Ammophila tydei.
Elle comporte quatre ou cinq sous-espèces : 	
- Podalonia tydei apakensis (Tsuneki, 1971) - Nord de la Chine[2]
- Podalonia tydei argentata (Lepeletier de Saint-Fargeau, 1845) - Nord de l'Afrique[2]
- Podalonia tydei senilis (Dahlbom,  1843) - Europe, Asie[2]
- Podalonia tydei suspiciosa (Smith, 1856)[2],[9] - Australie[2], Nouvelle-Zélande[9]
- Podalonia tydei tydei (Le Guillou, 1841) - îles Canaries, Madère[2]

Podalonia tydei est assez similaire à Podalonia luffii (Saunders, 1903).